# ネリー・オラン

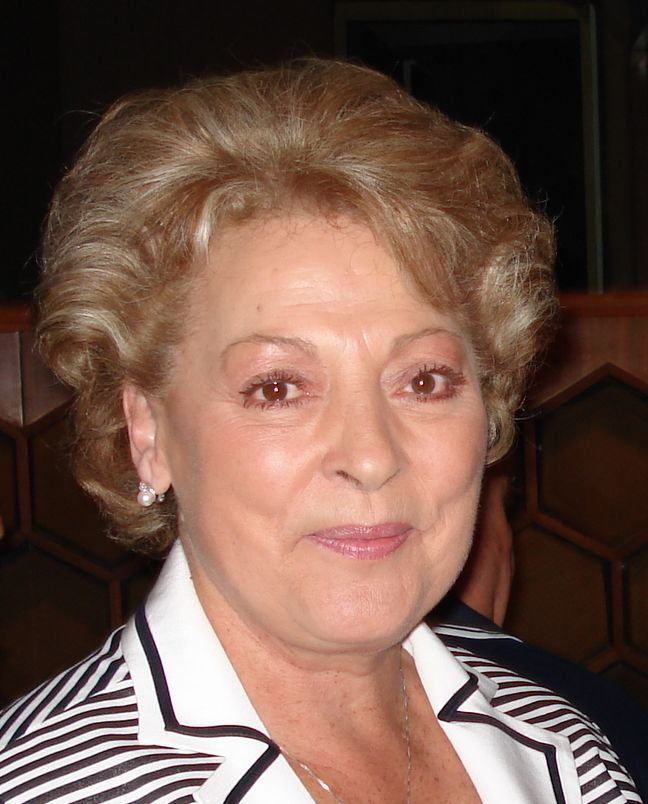
ネリー・オラン

ネリー・オラン（Nelly Olin、1941年3月23日 – 2017年 10月26日）は、フランスの政治家。国民運動連合所属。ヴァル＝ドワーズ県選出のフランス元老院（上院）議員。2004年から2005年までドミニク・ド・ヴィルパン内閣で環境・持続的開発相を務めた。